# فوتبال ارمنستان در ۲۰۰۲
فصل ۲۰۰۲ دهمین فصل مسابقات فوتبال حرفه‌ای در ارمنستان بود.

## لیگ برتر
- مالاتیا قبل از شروع فصل منحل شد. به لوری از وانادزور فرصت دیگری برای ادامه فعالیت داده شد.
- قره‌باغ ایروان نام خود را به لرناین آرتساخ تغییر داد.[۱]

لیگ برتر فوتبال ارمنستان ۲۰۰۲ (ارمنی: Հայաստանի Բարձրագույն խումբ 2002 (ֆուտբոլ)) یازدهمین فصل از زمان تأسیس آن بود.

## جدول لیگ
| مقام | تیم              | P  | W  | D | L  | F  | A   | GD  | Pts |
| ---- | ---------------- | -- | -- | - | -- | -- | --- | --- | --- |
| 1    | پیونیک           | ۲۲ | ۱۹ | ۲ | ۱  | ۸۵ | ۱۴  | +۷۱ | ۵۹  |
| 2    | شیراک            | ۲۲ | ۱۶ | ۳ | ۳  | ۴۹ | ۱۵  | +۳۴ | ۵۱  |
| 3    | بانانتس          | ۲۲ | ۱۶ | ۲ | ۴  | ۴۳ | ۱۵  | +۲۸ | ۵۰  |
| 4    | اسپارتاک ایروان  | ۲۲ | ۱۵ | ۴ | ۳  | ۵۸ | ۱۶  | +۴۲ | ۴۹  |
| 5    | آرارات ایروان    | ۲۲ | ۹  | ۶ | ۷  | ۳۹ | ۲۲  | +۱۷ | ۳۳  |
| 6    | میکا             | ۲۲ | ۹  | ۶ | ۷  | ۳۵ | ۲۸  | +۷  | ۳۳  |
| 7    | زوارتنوتس-ای‌ای‌ال | ۲۲ | ۱۰ | ۲ | ۱۰ | ۵۷ | ۲۹  | +۲۸ | ۳۲  |
| 8    | لرناگورتس کاپان  | ۲۲ | ۶  | ۵ | ۱۱ | ۲۱ | ۴۳  | -۲۲ | ۲۳  |
| 9    | لرناین آرتساخ    | ۲۲ | ۵  | ۲ | ۱۵ | ۲۱ | ۵۲  | -۳۱ | ۱۷  |
| 10   | اولیسس           | ۲۲ | ۳  | ۳ | ۱۶ | ۱۹ | ۶۳  | -۴۴ | ۱۲  |
| 11   | کوتایک           | ۲۲ | ۲  | ۵ | ۱۵ | ۱۷ | ۶۲  | -۴۵ | ۱۱  |
| 12   | لوری             | ۲۲ | ۱  | ۲ | ۱۹ | ۱۵ | ۱۰۰ | -۸۵ | ۵   |
| 13   | مالاتیا          | X  | X  | X | X  | X  | X   | X   | X   |

|  | قهرمانی.                                   |
|  | سقوط به لیگ دسته اول فوتبال ارمنستان ۲۰۰۳. |
|  | کناره‌گیری پیش از آغاز فصل.                 |

Pld = بازی‌های انجام‌شده; W = بازی‌های برده; D = بازی‌های مساوی; L = بازی‌های باخته; GF = گل زده; GA = گل خورده; GD = تفاضل گل; Pts = امتیازات

## گلزنان برتر
|   |          | بازیکن            | تیم             | گل‌ها |
| - | -------- | ----------------- | --------------- | ---- |
| ۱ | ارمنستان | آرمان کارامیان    | پیونیک          | ۳۶   |
| ۲ | ارمنستان | آرا هاکوبیان      | اسپارتاک ایروان | ۲۱   |
| ۳ | ارمنستان | آرتیوم آدامیان    | میکا            | ۱۵   |
|   | ارمنستان | آرام هاکوبیان     | اسپارتاک ایروان | ۱۵   |
| ۵ | ارمنستان | آرتاوازد کارامیان | پیونیک          | ۱۴   |

## لیگ دسته اول
- تیم‌های آراکس آرارات، باشگاه فوتبال لوکوموتیو ایروان، باشگاه فوتبال دینامو یغوارد، و باشگاه فوتبال نورک ماراش به این لیگ معرفی شدند.
- آرپا، و وانادزور به فوتبال حرفه‌ای بازگشتند.
- آرماویر نام خود را دوباره به باشگاه فوتبال آرماویر تغییر داد.

| رتبه | تیم                            | بازی | برد | مساوی | باخت | گل زده | گل خورده | گل تفاضل | امتیاز | صعود                                                                                              |
| ---- | ------------------------------ | ---- | --- | ----- | ---- | ------ | -------- | -------- | ------ | ------------------------------------------------------------------------------------------------- |
| ۱    | باشگاه فوتبال آرماویر          | ۳۰   | ۲۵  | ۴     | ۱    | ۹۶     | ۱۸       | ۷۸+      | ۷۹     | قهرمانی، صعود به لیگ برتر فوتبال ارمنستان ۲۰۰۳                                                    |
| ۲    | باشگاه فوتبال آراکس آرارات     | ۳۰   | ۲۵  | ۲     | ۳    | ۸۵     | ۱۸       | ۶۷+      | ۷۷     |                                                                                                   |
| ۳    | باشگاه فوتبال کیلیکیا          | ۳۰   | ۲۲  | ۷     | ۱    | ۹۴     | ۱۳       | ۸۱+      | ۷۳     |                                                                                                   |
| ۴    | باشگاه فوتبال آرپا             | ۳۰   | ۲۳  | ۳     | ۴    | ۸۵     | ۲۵       | ۶۰+      | ۷۲     |                                                                                                   |
| ۵    | باشگاه فوتبال پیونیک           | ۳۰   | ۲۰  | ۳     | ۷    | ۷۹     | ۲۷       | ۵۲+      | ۶۳     |                                                                                                   |
| ۶    | باشگاه فوتبال پیونیک           | ۳۰   | ۱۵  | ۷     | ۸    | ۷۰     | ۳۲       | ۳۸+      | ۵۲     |                                                                                                   |
| ۷    | باشگاه فوتبال لرناین آرتساخ    | ۳۰   | ۱۳  | ۶     | ۱۱   | ۴۱     | ۳۹       | ۲+       | ۴۵     |                                                                                                   |
| ۸    | باشگاه فوتبال اورارتو          | ۳۰   | ۱۳  | ۴     | ۱۳   | ۶۰     | ۴۹       | ۱۱+      | ۴۳     |                                                                                                   |
| ۹    | باشگاه فوتبال لوکوموتیو ایروان | ۳۰   | ۱۰  | ۴     | ۱۶   | ۴۲     | ۷۸       | ۳۶−      | ۳۴     |                                                                                                   |
| ۱۰   | باشگاه فوتبال شیراک            | ۳۰   | ۹   | ۳     | ۱۸   | ۴۳     | ۶۳       | ۲۰−      | ۳۰     |                                                                                                   |
| ۱۱   | باشگاه فوتبال وانادزور         | ۳۰   | ۷   | ۶     | ۱۷   | ۳۶     | ۴۹       | ۱۳−      | ۲۷     |                                                                                                   |
| ۱۲   | باشگاه فوتبال نورک ماراش       | ۳۰   | ۵   | ۴     | ۲۱   | ۲۶     | ۹۹       | ۷۳−      | ۱۹     |                                                                                                   |
| ۱۳   | فیما ایروان                    | ۳۰   | ۵   | ۳     | ۲۲   | ۲۹     | ۸۹       | ۶۰−      | ۱۸     |                                                                                                   |
| ۱۴   | باشگاه فوتبال دینامو یغوارد    | ۳۰   | ۴   | ۴     | ۲۲   | ۲۶     | ۱۱۴      | ۸۸−      | ۱۶     |                                                                                                   |
| ۱۵   | باشگاه فوتبال میکا             | ۳۰   | ۶   | ۳     | ۲۱   | ۲۱     | ۷۰       | ۴۹−      | ۲۱     | کناره‌گیری در میانه فصل. بازی‌های انجام نشده مقابل تیم‌های حریف با نتیجه ۰-۳ به سودشان به پایان رسید |
| ۱۶   | باشگاه فوتبال اولیس            | ۳۰   | ۴   | ۳     | ۲۳   | ۲۰     | ۷۰       | ۵۰−      | ۱۵     | کناره‌گیری در میانه فصل. بازی‌های انجام نشده مقابل تیم‌های حریف با نتیجه ۰-۳ به سودشان به پایان رسید |
| ۱۷   | باشگاه فوتبال دینامو ایروان    | ۰    | -   | -     | -    | -      | -        | —        | ۰      | کناره‌گیری پیش از شروع فصل.                                                                        |
| ۱۸   | باشگاه فوتبال کاساخ            | ۰    | -   | -     | -    | -      | -        | —        | ۰      | کناره‌گیری پیش از شروع فصل.                                                                        |
| ۱۹   | باشگاه فوتبال آراگاتس          | ۰    | -   | -     | -    | -      | -        | —        | ۰      | کناره‌گیری پیش از شروع فصل.                                                                        |